# 승진 훈련장
승진 훈련장(昇進訓練場, 영어: Nightmare Range)은 경기도 포천시 이동면에 있는 대한민국 육군의 종합 훈련장이다. 현재 제5군단 통제 하에 제1기갑여단에서 관리하고에 있으며, 570만평 규모에 1천명을 수용할 수 있다.
1952년 미국 육군에서 명성산 부근에 18.957km2 부지를 인수하여 지었다.
2009년 11월 14일, 포천시와 육군은 승진 훈련장을 군사 안보 관광 상품화하기 위해 3차례 시범 운용 이후, 정식으로 개방하는 MOU를 체결하였다. 군사 화력 시범을 관광상품화하는 것은 승진 훈련장이 세계 최초이다. 2010년 8월 4일, 대한민국 육군과 포천시는 훈련장을 지은지 58년 만에 일반인에게도 개방하여, 매주 수요일 11시~13시 동안, 훈련 부대의 종합 화력 시험 및 훈련을 참관할 수 있게 하였으나, 지금은 안보상의 문제로 중단되었다.

## 인용
1. ↑  김옥수 (2010년 6월 16일). “포천「승진훈련장」관광상품 출시”. 경기도정신문. 2012년 7월 14일에 확인함.
2. ↑  장아영 (2010년 8월 4일). “'승진훈련장' 일반인 최초 공개”. YTN. 2012년 7월 14일에 확인함.